# 대한민국 미디어 관련법 개정 논란
대한민국의 제279회 국회에서, 여당인 한나라당이 제안한 미디어 관련법을 통과시켰으며, 이에 관해 일부 논란이 있었으나 헌재는 야당의 2차에 걸친 권한쟁의 심판 청구 사건에 대해 '기각' 결정함으로써 미디어법의 법적 효력을 인정하였다.

## 개요
한나라당이 개정안의 직권 상정을 주장하자 민주당과 민주노동당을 비롯한 야당은 개정안에 반대하여 국회의사당에서 10여 일간 농성을 벌였으며, 전국언론노동조합은 총파업을 벌이는 등 찬성 측과 반대 측 사이에 첨예한 대립이 있었다. 2009년 2월 25일, 고흥길 국회 문화체육관광방송통신위원장은 미디어 관련법을 직권 상정하였으며, 7월 22일 김형오 국회의장에 의해 본회의에 직권 상정이 결정되었고 사회권을 한나라당 소속 이윤성 국회 부의장이 넘겨받아 미디어 관련법이 모두 가결되었다. 표결과정에서 재투표, 대리투표 논란이 일었으며, 7월 23일 민주당 등 야 3당이 헌법재판소에 방송법의 효력정지가처분 및 권한쟁의심판청구를 신청했다.

## 용어
미디어 관련법: 법률상 정의된 용어가 아니라 정당, 언론 등에서 편의상 부르는 명칭이기에 명확하게 정의를 내릴 수는 없으나, 주로 다음의 법을 나타낸다.
- 방송법(허원제 의원 대표발의)
- 신문법(신문 등의 자유와 기능보장에 관한 법률, 한선교 의원 대표발의)

또한, 상황에 따라 IPTV법(인터넷 멀티미디어 방송 사업법), 언론중재법, 정보통신망법(정보통신망 이용촉진 및 정보보호 등에 관한 법률), 디지털전환법(지상파 텔레비전 방송의 디지털 전환과 디지털 방송의 활성화에 관한 특별법) 등을 포함하는 예도 있다. 언론에서는 간단히 미디어법 또는 방송법·신문법, 언론 관련법이라고도 표기한다.

## 논쟁
정치권, 언론들은 미디어법 개정에 대해 찬반 양론이 엇갈렸다.
특히 개인·기업이 두 가지 종류 또는 그 이상의 커뮤니케이션 산업을 소유하도록 허용하는 "신문방송 겸영"(교차소유, cross media ownership)에 관한 안건을 핵심쟁점으로 볼 수 있다.

### 개정을 찬성하는 견해
- 대기업의 방송사 지분 참여, 신문.방송 겸영 허용 등을 골자로 한 미디어 관련법이 미디어 산업을 발전시켜 '미래의 성장 동력을 만드는 기반'이라며 법안 도입의 당위성을 역설했다.

나 의원은 13일 한나라당 울산시당 주최로 남구 달동 시당 강당에서 열린 '여성정치아카데미' 강연에서 "(현재 개정 입법을 추진중인) 미디어법은 각종 규제를 풀어 업계에 돈을 끌어와 이를 신성장동력, 즉 '미래 먹을거리'로 만드는 기반"이라고 강조했다.
- 대한민국의 방송 부문 소유규제는 해외 주요국에 비해 과도하다.[2]
- 국제 경쟁력 향상을 위해 대기업 자본이 필요하다.[3] 규제 완화로 인해 신규 사업자 진입과 추가자본 유치가 이루어지는 경우 투자여력을 확보한 사업자 간의 콘텐츠 품질 경쟁이 확대될 것이라고 예상된다.[2] 대자본 유입 `미디어 파이` 확 커진다 미디어 빅뱅.[4]
- 지상파 방송사의 독과점 지배 구조를 극복하여 콘텐츠 산업 경쟁력을 강화할 수 있다.[3]
- 일자리 창출에 기여할 것이다.[3]
- 신문방송 겸영과 교차소유 허용은 세계적인 추세이다.[3]

### 개정을 반대하는 견해
- 신문·방송 겸영은 세계적 추세가 아니다. OECD 국가들이 신문·방송 겸영을 허용하는 것은 사실이나, 최소한의 겸영만을 허용하는 ‘매체 교차소유권 규정’을 운용하는 등 언론 독과점을 막으려고 다양한 규제를 하고 있다.[5] 겸영에 대해 규제를 하지 않는 국가는 OECD 내에서 일본이 유일하다.[6]
- 단기적으로는 경쟁이 촉발되지만, 장기적으로는 독과점이 심화되어 여론 다양성에 나쁜 영향을 줄 것이다.[3]
- 국내 시장 규모가 작은 상황에서 국내 시장 규제 철폐가 국가 경쟁력 향상에 미치는 영향은 미미할 것이다.[3]
- 현재도 대기업은 지상파와 보도 및 종합편성 채널을 제외한 다른 방송이 가능하다.[3] (예: DMB, IPTV, 케이블 방송, 위성 방송)
- 대기업의 방송산업 진출은 인수 합병 형태로 진행되기 때문에 일자리 창출보다 구조조정이 일어날 가능성이 더 높다.[3]
- 재벌 등 특정정파의 입장을 대변하는 방송사가 많아진다고 해서 그것이 여론의 다양성이라고 할 수는 없다.오히려 여론의 다양성이 심각하게 위협받을수있다.[7]

## 논란
미디어법과 관련하여 몇가지 논란이 있었다.

### 왜곡 보도
2009년 1월 9일 중앙일보와 동아일보가 '프랑스 인쇄매체 대책 위원회’의 보고서를 인용한 기사를 실었다. 1월 16일 MBC는 그 기사에 왜곡된 부분이 있다고 보도했다. 이에 중앙일보는 1월 19일 칼럼을 통해 반박했다. 방송통신위원회는 이 왜곡보도 공방에 대해 MBC의 손을 들어줬다.
관련 기사
- 佛 신문-방송 겸영 허용 구체화[깨진 링크(과거 내용 찾기)]《동아일보》2009-01-09 02:58
- “신문·TV·라디오 겸영 통해 글로벌 미디어 그룹 키워야”《중앙일보》2009.01.09 08:20
- '신문의 방송 소유' 해외 보고서 왜곡 보도《MBC》2009-01-16
- (취재일기) MBC 기자의 ‘이상한 취재’《중앙일보》2009.01.19 08:09
- 신문방송 겸영 관련 중앙·동아 보도 잘못돼[깨진 링크(과거 내용 찾기)]《노컷뉴스》2009-02-14 03:06:30
- ‘신방 겸영’ 프랑스 보고서, MBC가 옳다는데…[깨진 링크(과거 내용 찾기)]《미디어스》2009년 2월 17일 (화) 18:20:10

### 보고서 통계 오류
정보통신정책연구원(KISDI)의 '방송규제 완화의 경제적 효과 분석' 보고서는 개정에 찬성하는 근거로 자주 인용되었는데, 이 보고서에서 인용한 통계 수치가 잘못되었음이 밝혀졌다. 국제기구인 영국의 OFCOM과 ITU의 통계를 인용하는 과정에서 수치가 바뀐 것이다. 여기에 대해 KISDI는 통계자료에 일부 잘못이 있었음을 시인했지만 MBC 등의 과장된 주장은 받아들일 수 없다며 곧바로 다른 자료를 인용해 수정 발표했다.
- 대한민국 방송시장은 GDP 대비 0.67%로 선진국 수준(0.75%)에 미치지 못함. 규제완화하면 선진국 수준으로 증가할 것임.

→대한민국 방송시장은 GDP 대비 0.98%로 선진국 수준(0.75%)을 상회하고 있음. 포화상태이므로 규제완화 필요없음.

### 국회
김형오 국회의장
7월 20일 단상 점거를 엄벌하겠다고 밝혔다. 그러나 표결 당일인 7월 22일 오전부터 한나라당측이 단상을 점거했지만 아무 조치도 취하지 않았다.
단상 점거는 어떤 일이 있어도 용납하지 않겠습니다. 만약에 단상을 점거하는 세력이 있다면 반드시 그들에게 불이익이 돌아가도록 할 것입니다.— 김형오 국회의장 7월 23일 발언

한나라당 측이 단상 점거를 한 이유은 야 4당이 입구를 봉쇄할 것을 예상했기 때문이라고 한다. 이후 4당은 쇠사슬로 입구를 봉하고 의원들의 입장을 막았으나 TV언론에서는 보도되지 않았다.
가결의 적법성
재투표와 대리투표 논란이 있었고 표결 과정에 절차상 하자가 있어 무효라는 견해가 있다. 전문가들의 반응이 엇갈리는 가운데 헌재 결정에 따라 적법성 여부가 가려지게 되었다.
법적으로 확실하게 부결됐다. 부결됐기 때문에 그 법률안에 대해서는 폐기가 돼 버린 것이고 어제 그 순간 사망 선고를 당한 것이고 거기에 일사부재의 원칙이 적용되는 것이다.— 김승환, 한국헌법학회장

투표를 한 측면이 부적절한 측면도 있기는 한데 국회 자율권에 속하는 부분이고 그 이후에 부결 선언이 이뤄지지 않은 상태에서 다시 투표가 이뤄진 것은 일사부재의 원칙으로 보기 어렵다.— 이헌, 시민과함께하는변호사들 대표

CCTV 비공개
법안 처리 이후 민주당은 국회사무처에 표결 당일인 22일 국회 본청 CCTV 화면을 제출해달라고 요구했으나, 국회사무처는 ‘개인 신상 비밀보호’를 이유로 거부하였다. 이에 대해 학자들 사이에, 마땅히 공개해야 한다는 의견이 있었다.
국회의원이 국민을 대신해 국회에서 주권을 행사하고 있다는 점에서 미디어법 표결은 단순한 사생활이 아니다. … 국회 사무처가 표결이라는 ‘공무’ 중에 일어난 일의 시시비비를 가리는 것을 도와주지는 못할망정 방해하고 있다.— 명지대 정치학과 신율 교수

만에 하나 사생활을 인정하더라도 모든 사생활은 공익적 필요에 의해 충분히 공개될 수 있다. … 국민적 중대사인 미디어법 대리투표 여부의 확인을 위해서라면 당연히 공개돼야 한다— 고려대 법학과 박경신 교수

이에 대해 국회 입법조사처는, 국회사무처가 CCTV 자료를 제공해야 한다는 의견을 밝혔다.
국회의 자료 제출 요구권에 대해 행정부가 개인정보보호법을 근거로 자료 제공을 회피할 수 없다.— 민주당의 질의에 대한 국회 입법조사처의 회답

## 다른 선진국들의 사례
| 나라       | 미디어 소유에 관한 규제 |
| ---------- | --- |
| 미국       | 신문, 지상파 방송 간 결합 허용. 단, 동일 지역 내에서 신문·방송 겸영 금지(2011년 7월 연방법원 판결)                                                          |
| 프랑스     | 신문, 지상파 방송 간 결합 허용. 단, 동일지역 내 일정 기준 이상의 신문, 라디오, 텔레비전 동시 소유 금지                                                      |
| 영국       | 신문, 지상파 방송 간 결합 허용. 단, 시장점유율 20% 이상의 전국 일간지는 지방 및 전국 지상파 방송 교차 소유 금지                                             |
| 독일       | 신문, 지상파 방송(TV, 라디오), 유료 플랫폼, PP 간의 결합 제한 없음 단, 한 사업자가 소유한 모든 채널의 시청자 점유율 30% 이상 시장 지배자 추가지분 참여 금지 |
| 오스트리아 | 신문, 지상파 방송 간 결합 허용. 단, 일간지 30% 이상 시장지배적 사업자 전국 지상파 금지                                                                      |
| 네덜란드   | 신문, 지상파 방송 간 결합 허용. 단, 방송과 일간지 시장 25% 이상 사업자 교차소유 금지                                                                        |
| 노르웨이   | 시장 점유율 한계 전국·지역 나눠 규제 |
| 일본       | 한 사업자가 동일 지역에서 신문, 텔레비전, 라디오 동시 소유 금지                                                                                             |

## 상황 경과

### 2008년 12월
12월 19일
- 민주당은 한나라당이 다른 법안 상정도 강행할 것을 우려해 18일 밤부터 행정안전위원회와 정무위원회 회의장을 점거했다. 문 안쪽에 의자와 책상 등을 쌓아 바리케이드를 쳐서 관련 법안이 다루어지지 못했다.[18]

12월 20일
- 민주당은 20일 밤 11시부터 문화체육관광방송통신위원회(문방위) 회의장도 점거에 들어갔다.[19][20]

12월 21일
- 민주당은 반드시 저지해야 할 법안 30여개를 내부적으로 정했다. 그 중에는 미디어 관련법도 포함되었다.[20]

12월 24일
- 전국언론노동조합은 24일 기자회견을 열고 한나라당의 방송법 등 언론 관련법 강행처리 움직임에 대해 26일 아침 6시부터 무기한 총파업을 하기로 선언했다. 언론노조는 이번 언론 관련법 개정을 이명박 대통령의 언론장악 시도로 보고 있다.[21][22]

12월 26일
- 민주당이 국회 본회의장을 점거했다. 전날 밤 9시 무렵 국회 본청 이윤성 국회부의장실 쪽에 열려 있던 출입문을 통해 본회의장에 잠입한 뒤 이날 오전 이 문으로 당 의원 54명이 순식간에 들어갔다고 알려져 있지만 확실치 않다. 어떻게 점거했는지에 대해 여러 설이 제기됐다.[23]
- 전국언론노동조합은 한나라당의 언론 관련 법안 처리에 반발, 오전 6시부터 무기한 총파업에 돌입했다.[24]
- 정부는 언론 총파업을 불법으로 규정하고 강력하게 대응하겠다고 밝혔다.[25]
- 한나라당은 법안 조기처리 방침을 밝히며 모든 의원들에게 비상 대기령을 내렸다.[26]
- 민주노동당은 민주당의 본회의장 점거 농성에 합류했다.[26]
- 자유선진당의 이회창 총재는 손석희의 시선집중에서 "쟁점법안을 연내에 처리하겠다는 것은 무리"라고 말하면서 한나라당과 거리를 두었다.[26][27]

12월 28일
- 한나라당은 방송기본법 등 미디어 관련법과 휴대전화 감청을 허용하는 통신비밀보호법 등 모두 85개 법안을 국회에서 연내 처리하기로 확정하고, 김형오 국회의장에게 직권상정[28]과 경호권[29] 발동을 정식 요청했다.[30]
- 지역구인 부산에 머물던 김형오 의장은 "내일 부산에서 회견을 갖고 입장을 발표하겠다"고 밝혔다.[31]

12월 30일
- 한나라당 홍준표·민주당 원혜영·선진과 창조의 모임 권선택 원내대표는 30일 국회에서 교섭단체 대표회담을 열고 쟁점법안에 대한 4차 협상을 벌였으나 합의에 실패, 결렬됐다.[32]
- 김형오 국회의장은 국회 질서 회복을 위해 질서유지권을 30일 저녁 8시 40분에 발동시켰다.[33]
- 국회 사무처는 질서유지권이 발동되자마자 청사로 들어오는 모든 현관문을 잠그고 국회 경비대 소속 전경 170여명을 동원, 청사를 에워싼 채 외부인의 출입을 전면 통제했다. 본회의장 점거해제에는 국회 경위 65명, 방호원 90명이 동원될 것이라고 국회 사무처 관계자는 밝혔다.[34]
- 민주당은 전면전에 대비해 당직자 등 30여명이 본회의장 앞을 에워싸고 연좌농성을 벌였다. 본회의장내에서는 민주당 의원들이 등산용 자일 등의 장비로 '인간사슬'을 만들어 의장석과 비상계단을 사수하는 도상연습에 들어가는 등 결사항전의 채비를 마쳤다.[35]

12월 31일
- 민주당측과 경위간 정면 충돌은 일어나지 않았다. 하지만 국회 경위, 방호원 150여명은 국회내에서 비상대기하고 있었고, 국회 경비대 소속 경찰 170여명도 국회 정문 출입문을 통제하는 등 긴장된 상황은 유지되고 있었다.[35][36]

### 2009년 1월
1월 1일
- 민주당은 국회의장 집무실 점거농성을 해제하기로 결정했다. 그러나 본회의장, 행정안전위원회장, 정무위원회장, 문화체육관광방송통신위원회장의 점거는 계속된다.[37]

1월 3일
- 김형오 국회의장이 국회 경위 등을 동원해 민주당과 민노당 강제해산에 나섰다. 국회 사무처는 낮 12시까지 로텐더 홀에 대한 점거 농성을 해제하라고 최후통첩을 보낸 뒤 실제로 경위와 방호원들을 투입했다. 로텐더 홀은 본회의장으로 진입하기 위해 거쳐야 하는 곳이다.[38]
- 민주당과 민노당은 결사 항전을 선언하고 있고, 한나라당은 본회의장이 비면 언제든지 들어간다며 의원들에게 비상대기령을 내렸다.[38][39]
- 국회사무처가 경찰까지 동원한 정황이 드러나 파문이 일었다. 국회법상 경찰은 국회 본청 건물안으로 들어와 사법권을 행사할 수 없게 돼 있어 야당은 "헌법을 유린한 엄중한 사태"라며 김형오 국회의장의 사퇴를 촉구했다. 질서유지권이 아닌 국회의장의 최고 권한인 경호권이 발동돼도 경찰은 본청 건물에 진입할 수 없다.[40]
- 민주당은 김형오 국회의장이 국회 농성 강제해산 과정에서 경위, 경찰을 동원한 것에 대해 형사고발 등 법적인 조치를 취하기로 했다. 민주당은 현안브리핑을 통해 "경호권 행사시에는 경위와 경찰이 동원될 수 있지만, 질서유지권 행사시에는 경위도 동원될 수 없게 되어 있다"며 "따라서 현재 경위를 동원한 질서유지권 행사는 국회법에 위반된 불법행위"라고 지적했다.[41]

1월 4일
- 김형오 국회의장이 오는 8일 이전까지는 쟁점 법안을 직권상정하지 않겠다는 뜻을 밝혔다.[42]

1월 5일
- 민주당이 국회 본회의장 앞 중앙홀인 로텐더홀 점거를 풀었다. 그러나 본회의장 점거 농성은 계속된다. 민주노동당은 로텐더홀 점거 농성을 계속하다가 강제해산돼 경찰서에 인계됐다.[42][43]
- 박근혜 한나라당 전 대표가 한나라당 강경파의 일방주의를 강하게 비판하고 나서, 한나라당 내부에 미묘한 파장이 일었다.[44]

1월 6일
- 민주당과 민주노동당이 본회의장 농성을 자진 해산하고 대국민 성명서를 발표했다.[45][46]
- 민주당은 국회 본회의장과 행정안전위원회, 정무위의 점거 농성을 전격 해제하면서도 문화체육관광방송통신위 점거는 풀지 않기로 했다.[47]
- 여야가 쟁점법안 처리에 관해 합의했다. 한나라당 홍준표·민주당 원혜영·선진과 창조의 모임 문국현 원내대표 등은 합의문을 작성, 발표했다.[48]

1월 8일
- 전국언론노조는 전날(1월 7일) 밝힌대로, 8일 오전 0시를 기해 총파업 투쟁을 일시 중지했다. 그러나 여당이 다시 개정안 처리를 강행하면 다시 파업을 재개할 것이라고 밝혔다.[49]

1월 13일
- 미디어 관련법 중 전파법과 언론중재법이 본회의에서 통과되었다.[50]

1월 16일
- 미디어법 개정을 홍보하는 한나라당의 정책광고가 게재되기 시작했다.[51]

### 2009년 2월
2월 25일
- 고흥길 국회 문화체육관광방송통신위원장은 문방위 전체회의에서 쟁점법안인 미디어 관련법을 직권상정했다.[52]

### 2009년 3월
3월 6일
- 국회 문화체육관광방송통신위원회 전체회의를 열고 쟁점 미디어법의 여론수렴을 위한 '사회적 논의기구'로 '미디어발전 국민위원회' 구성 의결. 한나라당(10명), 민주당(8명), 선진과 창조의 모임(2명) 등3개 교섭단체가 위원 추천 .[53]

3월 13일
- '미디어발전 국민위원회(미디어위)' 첫 모임. 김우룡 한양대 석좌교수(한나라당 추천)와 강상현 연세대 교수(민주당 추천)이 공동 위원장.[54]

### 2009년 6월
6월 5일
- 국회 문화체육관광방송통신위, 미디어위의 활동시한을 6월15일에서 25일로 열흘 연장.[55]

6월 17일
- 미디어위 종료. 민주당 추천 위원, 국회에서 브리핑을 통해 미디어법 개정에 대한 여론조사 실시 요구.[56]

6월 22일
- 여야 미디어위 개별 행동. 한나라당측 위원, 미디어법 대안 발표. 민주당측 위원, 자체 조사한 여론조사 결과 공개 후 미디어법의 6월 처리 반대 표명.[57]

6월 25일
- 미디어위, 한나라당 및 선진당 추천 위원 11명만이 참석한 회의에서 최종 보고서 확정한 뒤, 국회 문방위 고흥길 위원장에게 제출. 신문과 대기업의 지상파 방송 진출을 허용하되, 지상파에 대한 겸영은 2012년까지 유예하는 내용.[58]

6월 29일
- 민주당, 문방위 회의장 입구에 바리케이드를 치고 한나라당 의원들의 입장 저지.[59]

### 2009년 7월
7월 9일
- 민주당, 미디어법에 대한 대안 제시. 시장점유율 10% 미만인 신문 및 뉴스통신에 한해 종합편성채널의 20%까지 지분 보유 가능. 기업은 자산규모 10조원 미만에 한해 지분보유 상한 30%로 규정. '준종합편성채널'(종편에서 보도분야를 제외)에는 제한 없음. 보도전문 채널 또는 지상파 방송에 대한 신문과 대기업 진출 금지는 유지.[60]

7월 14일
- 한나라당, 미디어법과 비정규직법의 직권상정을 공식요청.

7월 22일
- 한나라당이 오전에 협상 결렬을 선언하면서 의장석을 점거했다.
- 김형오 국회의장이 22일에 이 법을 직권 상정할 것을 밝혔으며 오후 2시를 기해 질서유지권을 발동했다.
- 오후 3시, 한나라당 의원들이 국회 본회의장에 들어와서 의장석을 차지했고 의결정족수(148명)를 채웠다.
- 김형오 의장은 한나라당 출신의 이윤성 국회 부의장에게 사회권을 넘겨준 뒤, 이윤성 부의장은 오후 3시 30분경에 본회의장에 들어왔다.
- 의장석을 차지하기 위한 한나라당 의원들과 민주당, 민주노동당 의원들 간의 대치가 지속되고 있는 상황에서 이윤성 부의장이 국회 본회의 개회를 선언하였고, 미디어 관련법을 직권 상정하여 투표를 실시했다.
- 먼저 신문법 개정안이 재적 163명 가운데 찬성 152명으로 법안이 가결되었으며, 다음 방송법 수정안을 투표하였으나 재적 145명, 찬성 142명으로 재적 의원의 수가 의결정족수를 채우지 못하여 재투표를 실시했고, 재적 153명, 찬성 150명으로 가결되었다. 이 재투표는 민주주의를 완전히 무시한 여당인 한나라당의 독단으로 진행되었다.
- 이어서 IPTV법(인터넷멀티미디어법)은 재적 161명에 찬성 161명, 금융지주회사법은 재적 165명에 찬성 162명으로 통과되었다. 4개의 법률안이 통과된 뒤, 이윤성 부의장은 4시 15분경에 본회의 산회를 선언하였고, 본회의장을 빠져 나왔다.
- 법률안은 통과되었지만 일부 민주당 의원들이 표결 진행과정에서 대리 투표가 있었다고 주장하였고, 의결정족수 부족으로 부결되어 원래대로라면 나중에 다시 논의되어야 할 방송법이 바로 재투표에 들어가 가결되었다는 점의 문제가 남아있다.

7월 24일
- 대한민국 정부는 문화체육관광부를 통하여 미디어법을 홍보하는 광고를 내보냈다. KBS, SBS, YTN을 통해 방송된 이 광고에는 총 5억원의 예산이 책정되었다. 한편, MBC는 의견이 다른 광고를 할 수 없다는 이유로 광고 의뢰를 거절하였다.[61][62]

12월 31일

### 권한쟁의 심판
2009년 7월 23일 진보신당 · 민주당 · 창조한국당 · 민주노동당 국회의원 88명은, 전날 신문법 및 4개 법률의 직권상정 과정에서 자신들의 법률의 심의·표결권을 침해했다면서 헌법재판소에 침해 확인과 해당 법안의 가결 선포 무효 신청을 하였다.
2009년 10월 29일 헌법재판소는 청구인들의 심의·표결권 침해는 인정했으나, 법안 가결 무효 청구는 ‘청구인들이 심의·표결권을 침해받지 않았다’(민형기·목영준) ‘피청구인의 재량에 맡겨야 한다’(이강국·이공현·김종대), ‘국회법의 절차는 어겼으나 헌법의 원칙을 위반하지는 않았다’(이동흠)는 이유 등으로 기각하였다. 이를 언론에서 ‘절차는 위법이지만 법안은 유효’로 보도하면서 “술먹고 운전은 했지만, 음주운전은 아니다” 등에 비유하여 비판되었다.
그러자 2009년 11월 16일, 국회 법사위 전체회의에 출석한 헌법재판소 하철용 사무처장은 “권한침해는 인정하면서 미디어법은 무효가 아니라고 했는데 어느 정도 위법행위가 있어야 무효라는 것인가”라는 민주당 (대한민국) 이춘석 의원의 질문에 대해 “이번 헌재 결정 어디에도 ‘유효’라고 한 부분은 없다”고 말했으며, “헌재 결정은 (절차적 하자 문제를) 국회 스스로 시정하라는 것 아니냐”는 민주당 우윤근 의원의 물음에 “입법 형성권을 가진 입법부가 해결할 문제라고 보는 것이 정확한 결정문의 취지”라고 답변했다. 그는 이어서 거듭되는 의원들의 질문에 하 사무처장은 결정문에는 ‘법에 어긋난 게 있으니 국회가 자율적으로 시정하는 게 옳다’고 들어가 있다”며 “더 이상 분명한 의견을 어떻게 결정문에 넣을 수 있는가”라고 반문했다.
이에 대해 민주당 우윤근 원내수석부대표는 이날 국회 귀빈식당에서 가진 한나라당 김정훈 원내수석부대표와의 회동에서 하 사무처장의 발언을 거론하면서 “이를 봐서는 잘못됐으니 국회가 자율적으로 시정하라는, 그래서 재논의하라는 것이 헌재가 내린 결정”이라며 미디어법 재수정을 위한 논의를 요구했다. 그러나 김 수석부대표는 “미디어법도 국회법에 정해진 절차대로 야당이 개정안을 내면 다시 논의할 수 있다. 그것을 자꾸 재협상하자는 것은 안 된다”며 재논의 요구를 거부했다.
2010년 11월 25일 헌법재판소는 헌법재판소는 25일 민주당 정세균 의원 등 국회의원 85명이 낸 미디어법 관련 2차 권한쟁의 심판 청구에 대해 재판관 4(각하) 대 1(기각) 대 4(인용)로 기각 결정을 했다. 이에 따라 미디어법을 놓고 지난해부터 이어져온 법적 논란은 종지부를 찍게 됐다. 헌재는 이날 “미디어법 처리 과정에서 의원들의 권한을 침해한 위헌·위법성을 어떻게 제거할지는 국회 자율에 맡길 사안이며 헌재가 구체적인 실현 방법까지 선택해 (이를 어긴 경우) 무효로 할 수는 없다”고 밝혔다. 정 의원 등은 지난해 12월 당시 김형오 국회의장을 상대로 “헌재가 ‘미디어 관련 법안 투표 과정에서 권한 침해가 있었다’고 판단했는데도 국회의장이 이를 시정해야 할 의무를 이행하지 않고 있다”며 심판을 청구했다. 앞서 지난해 10월 헌재는 “미디어법 통과 과정에서 규정된 절차를 거치지 않은 미디어법 가결·선포 행위의 무효를 확인해 달라”는 야당 측의 권한쟁의 심판 청구를 기각한 바 있다.

## 같이 보기
- 대한민국 제279회 국회
- 2008년 전국언론노동조합 총파업
- 대한민국의 종합편성채널 선정 논란

### 찬성측
- “미디어법 개정은 언론 다양성과 발전 위한 것” 대한민국정책포털, 2009.01.05
- 고부가 산업 … 제조업보다 일자리 창출 효과 커” 중앙일보 이상복, 2009.01.06
- OECD國중 한국만 유일하게 금지[깨진 링크(과거 내용 찾기)] 동아일보 2009-02-26 03:04

### 중립
- 신문ㆍ대기업 방송시장 진출 허용 놓고 `대립각`《디지털타임스》2009-01-27 21:01

### 반대측
- 신문·방송 겸영이 세계적 추세라고? 보관됨 2009-07-25 - 웨이백 머신 미디어스 2008/09/02 15:13
- 허황된 ‘미디어산업 일자리 창출’ 경향일보 김정섭, 2009-01-06
- “조중동-재벌 방송, 절대 안된다” 전국언론노동조합, 2009.01.06
- 한나라당 미디어법 언론학자도 뿔났다 시사인 2009년 2월 9일 (월) 17:17:00

### 국회의 가결 논란
- 돌발영상 - 이상한 일이 벌어지고 있습니다![깨진 링크(과거 내용 찾기)]《YTN》
- 이제는 헌법재판소까지 부정하려나?《오마이뉴스》09.11.24 12:43